# Roșia (Sibiu)
Roşia (in passato Roşia Săsească, in ungherese Veresmart, in tedesco Rothberg) è un comune della Romania di 5035 abitanti, ubicato nel distretto di Sibiu, nella regione storica della Transilvania. 
Il comune è formato dall'unione di 6 villaggi: Cașolț, Cornățel, Daia, Nou, Nucet, Roșia.

## Storia
Come dimostrano i ritrovamenti di reperti di epoca romana la zona in cui si trova Roşia, ha visto insediamenti fin dai tempi antichi.  Ha fatto parte dell'Impero Romano per due secoli, fu attraversata da molte tribù di migranti e nel XII secolo entrò a far parte del Regno d'Ungheria. Furono i re ungheresi a portare nella zona i coloni sassoni per proteggere i confini di questo territorio, per sviluppare il commercio e l'economia locale. L'area divenne un importante punto di contatto tra le tre principali popolazioni della Transilvania, i rumeni, i sassoni e gli ungheresi. L'equilibrio demografico si è rotto alla fine degli anni '70, quando i Sassoni iniziarono ad emigrare in massa in Germania.

## Monumenti e luoghi d'interesse

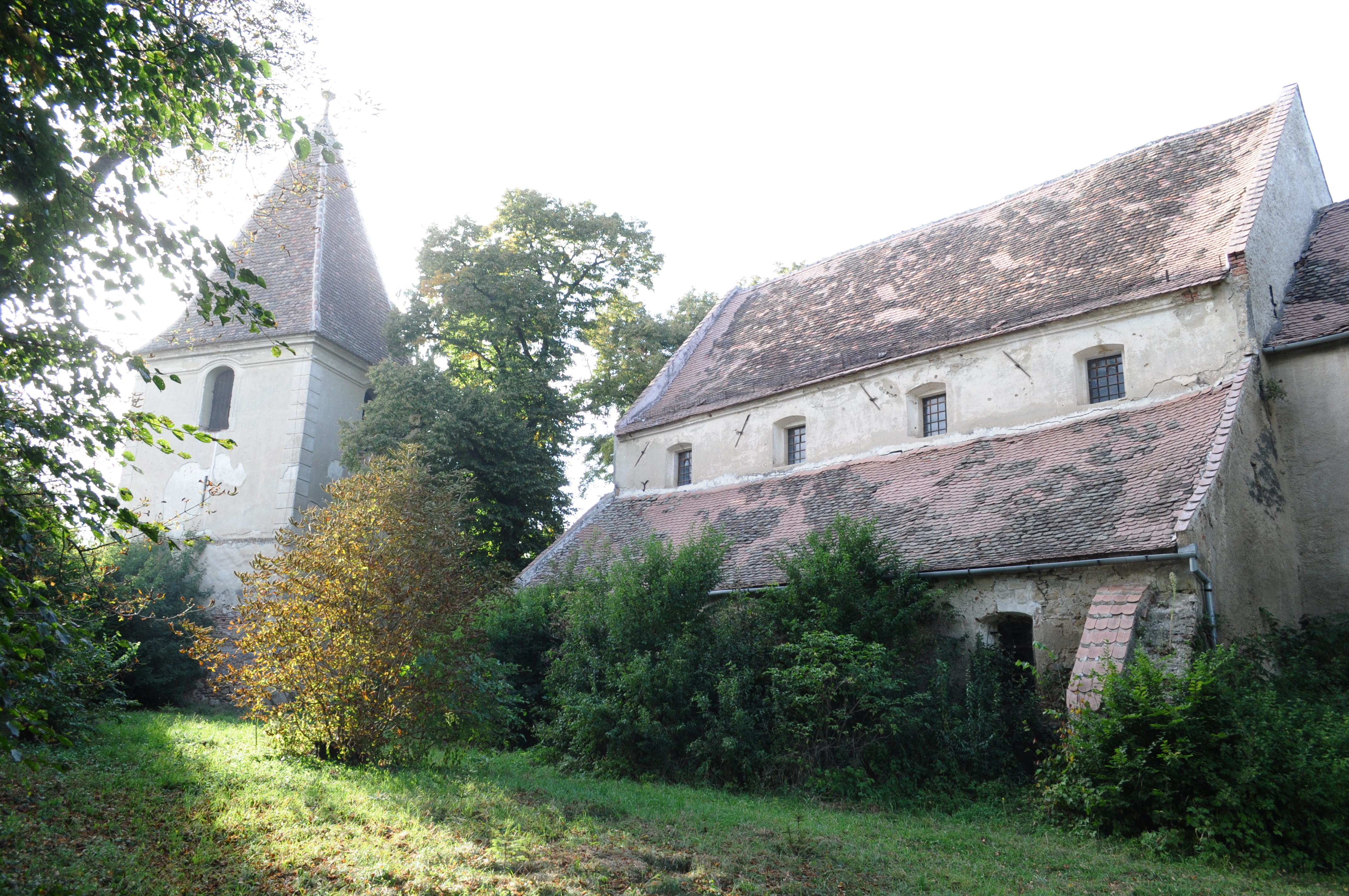
Chiesa evangelica di Rosia

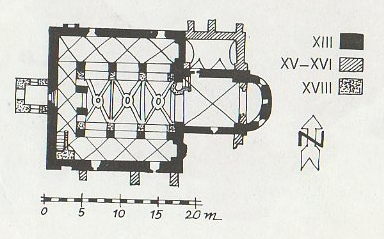
Pianta della chiesa

### Chiesa evangelica di Roşia
La chiesa sorse intorno al 1225 come basilica romanica, aspetto che ha subito pochissime modifiche fino ad ora. Ha tre navate con abside semicircolare. Dall'antica basilica si conservano i muri in pietra, le colonne con archi tra la navata principale e le navate laterali, le volte a crociera del coro, la facciata occidentale e il portale nord con lesene. Nel XV secolo, con la costruzione delle fortificazioni, anche la chiesa fu rinforzata con l'aggiunta di pilastri portanti e la sopraelevazione del coro e della navata. Nel 1734 la chiesa subì altre modifiche, alle quali si aggiunse il pulpito con decorazioni lignee, e ringhiera in ferro (1781), l'altare barocco (1782). L'arco trionfale e l'abside del coro hanno tracce di pitture neoclassiche e un'iscrizione in latino, risalente al XIX secolo.  L'organo ha sei registri ed è stato costruito intorno al 1850 e restaurato di recente. 
Non avendo il campanile, le campane e l'orologio sono stati posti sull'unica torre di difesa ancora esistente alta 8 metri. 

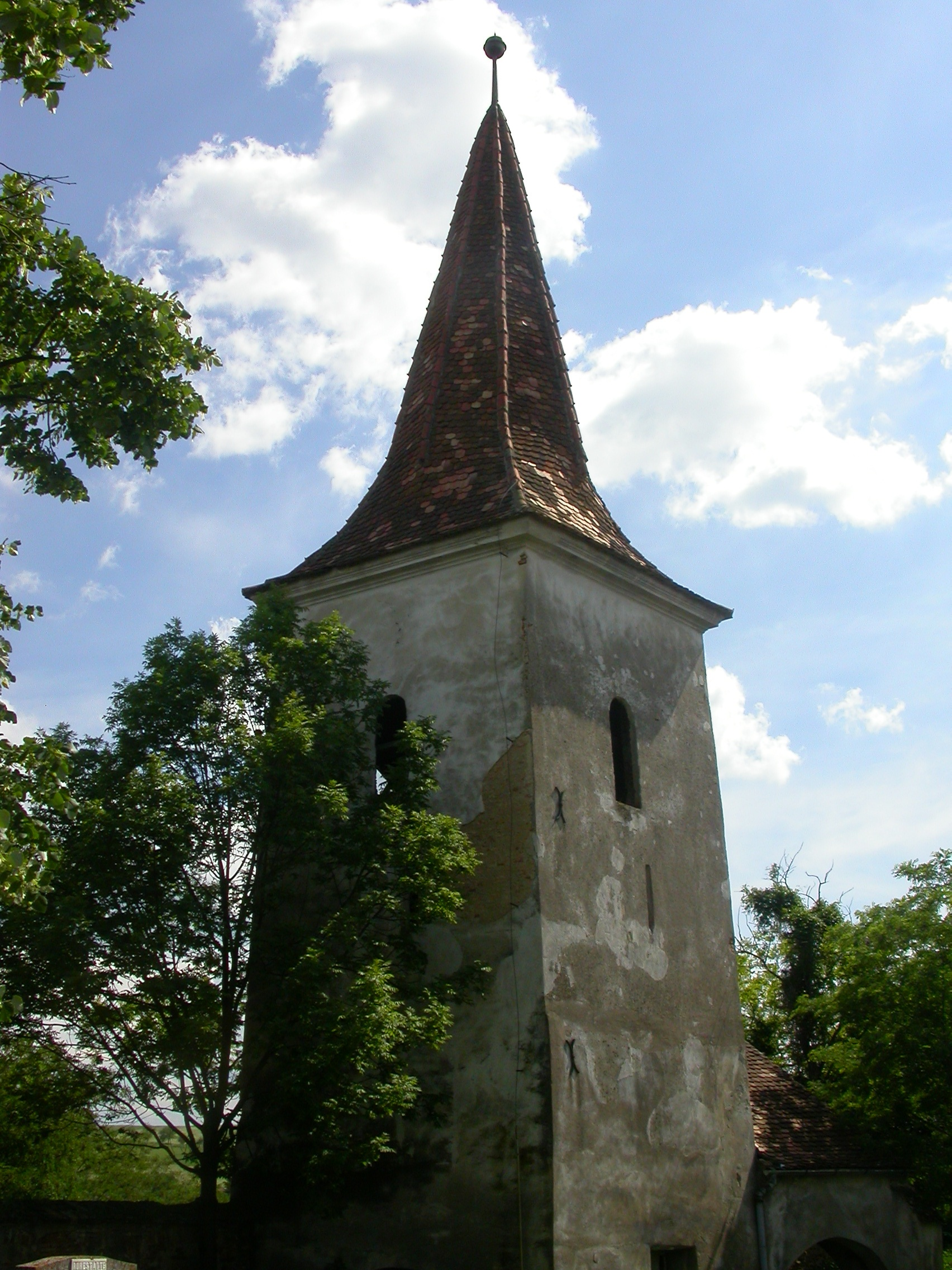
Chiesa evangelica di Daia

### Chiesa evangelica di Daia
Costruita in stile romanico nel XIII secolo con fortificazioni coeve, successivamente rimaneggiate ed ampliate nel XV e XVII secolo . L'edificio è stato oggetto di numerosi rimaneggiamenti e restauri, il più importante dei quali, nel XV secolo, portò alla sostituzione dell'abside originaria con una poligonale ed alla costruzione di contrafforti sui lati occidentale e meridionale.
Nel 1995 l'organo della chiesa è stato acquistato dalla Chiesa del Calvario di Cluj-Mănăștur, dove si trova attualmente.

### Chiesa di Nou
Il villaggio sorge ad ovest a breve distanza dal capoluogo. La chiesa evangelica fu edificata in stile romanico nel XIII secolo e fortificata nel XV secolo, quando vennero anche costruite le attuali volte a stella della navata e sopraelevato il coro a scopo difensivo; sulla parete occidentale sono ancora conservati due bassorilievi dell'epoca della prima costruzione. 
La chiesa ortodossa dedicata alla Santissima Trinità risale al 1899.

### Cornatel e Casolt
I due villaggi sorgono a valle del capoluogo sulle rive del fiume Hârtibaciu. Cornatel è anche fermata sulla linea ferroviaria a scartamento ridotto Sibiu-Agnita; conserva la chiesa ortodossa degli inizi del XVIII secolo, dedicata alla Madre di Dio. Casolt, più a valle, ha una chiesa evangelista risalente al 1427 e la chiesa ortodossa di Santa Paraschiva (1915).

### Monumenti ai caduti
Il Cimitero degli Eroi, dalla collina di Dăii - 1916, in occasione del 100 ° anniversario della battaglia di Sibiu nel settembre 2016, è stato eretto un crocifisso in onore degli Eroi caduti sui campi di battaglia;
Il Monumento degli Eroi "La Vulturi" fu eretto nel 1923, su iniziativa della Societăţii Cultul Eroilor. Il monumento è realizzato in ferro battuto e bronzo, circondato da pilastri di cemento uniti da catene metalliche. Sul fronte del monumento c'è la seguente iscrizione commemorativa che ricorda gli Eroi che caddero in questi luoghi durante la guerra 1916-1918.